# Ingram MAC-10
A Ingram MAC-10 (em inglês:  Military Armament Corporation Model 10, oficialmente M-10) é uma submetralhadora compacta, operada por recuo de gases, desenvolvida por Gordon Ingram em 1964. A MAC-10 é fabricada em .45 ACP ou 9mm. A Military Armament Corporation nunca usou a nomenclatura "MAC-10" em seus catálogos ou literatura de vendas, mas "MAC-10" é freqüentemente usado por revendedores do Título II, escritores de armas e colecionadores.
Um silenciador de dois estágios da Sionics foi projetado para o MAC-10, o que não apenas reduz o ruído criado, mas também torna mais fácil o controle em modo totalmente automático (embora também torne a arma muito menos compacta e difícil de esconder).

## Países usuários
- Arábia Saudita[4]
- Argentina: Empregada por diversas forças especiais.[4]
- Bolívia[5]
- Chile[4]
- Espanha: Empregada por diversas forças especiais.[6]
- Estados Unidos: Empregada pelo LRRP e o SEAL na Guerra do Vietnã.[4][7]
- Grécia[5]
- Guatemala[5]
- Honduras[5]
- Israel[5]
- Polónia[5]
- Portugal[5]
- Reino Unido: Empregada pelo Special Air Service.[4]
- República Dominicana [4]
- Venezuela[5]